# 胡登高
胡登高（1914年—1991年），中国人民解放军将领、中国人民解放军开国少将。江西省莲花县人。
曾任第33文化速成中学政委、政治部副主任。1955年，授予中国人民解放军少将。